# Bifidobacterium bifidum
Espèce
Bifidobacterium bifidum est l'espèce du genre Bifidobacterium spécifique à l'homme, la première à avoir été isolée dans les selles humaines. C'est une actinobactérie anaérobique, Gram positive, faisant partie des bactéries dominantes du tube digestif humain, en particulier durant l’enfance.
Plusieurs souches ont été sélectionnées pour fournir des probiotiques potentiels. Présentes dans des laits fermentés commerciaux en association à des Lactobacillus et des Streptococcus thermophilus, elles sont toutefois plus sensibles à l’oxygène et au pH acide et souvent en concentration moindre que les autres micro-organismes, surtout lorsque les produits sont proches de la date limite de péremption.

## Étymologie et histoire
Le nom de genre Bifidobacterium dérive du latin bifidus « fendu, partagé en deux » et du latin scientifique du XIXe siècle bacterium « bactérie ». Le terme de latin scientifique bacterium a été créé par Christian Gottfried Ehrenberg en 1838 à partir du latin bacterium « bâton » et traduit en français par « bactérie. »
L’épithète spécifique bifidum dérive de bifidus « fendu, partagé en deux ».
En 1899, Henry Tissier, un pédiatre de l’Institut Pasteur, fut le premier à isoler une bifidobacterium, dans les selles d’un nourrisson. Il l’appela Bacillus bifidus en raison de sa morphologie bifide en Y.
En 1924, Sigurd Orla-Jensen de Copenhague, reconnut le genre Bifidobacterium comme un taxon séparé mais en raison des similarités avec le genre Lactobacillus, Bacillus bifidus fut classé par les bactériologistes sous le nom de Lactobacillus bifidus jusqu’en 1957, comme l'atteste la 7e édition de Bergey’s Manual of Determinative Bacteriology.
Actuellement, le Bergey’s Manual of Systematic Bacteriology et The Taxomicon retiennent la classification d’Orla-Jensen en Bifidobacterium bifidum 1924.

## Description
B. bifidum est une bifidobactérie :
- non mobile
- Gram positive
- ne formant pas de spore
- anaérobies strictes
- présentant un test négatif pour la catalase
- siège d'une fermentation hétérolactique c'est-à-dire produisant de l’acide lactique et acétique à partir du lactose.
- la température de culture optimum est de 37 °C
- d’apparence très variable. Cultivées sur gélose TPY[3], les cellules se regroupent en structures en forme d’amphores[6]
- dans le colon des enfants nourris au sein, Bifidobacterium breve est l’espèce dominante, suivie par B. bifidum et Bifidobacterium longum subsp infantis[2]. Le microbiote fécal des nourrissons est caractérisé par un haut niveau de bifidobactéries mais celui-ci décroît avec l’âge.

## Génome
Plusieurs souches de B. bifidum ont été séquencées.
La souche de B. bifidum PRL2010 a été isolée dans les selles d’un nourrisson. Son génome séquencé en 2010 par une équipe européenne, est formé d’un seul chromosome circulaire comportant 2 214 650 pb (paires de bases), avec un contenu en guanine et cytosine (G+C) riche de 62,66 %. Il est similaire (à hauteur de 89 % de nucléotides) au génome de B. longum subsp. infantis ATCC15697, en raison probablement de leur niche écologique commune.
La capacité à fermenter semble limiter à un nombre relativement petit de glucides mais comportant des sucres complexes comme les oligosaccharides de lait humain HMO (Human milk oligosaccharide) et la mucine. La souche PRL2010 est même capable de croître en utilisant la mucine (une protéine entrant dans la composition des mucus du tube digestif) comme seule source de carbone. Les glycanes produits par l’hôte fournissent non seulement une source d’énergie mais aussi un site d’adhésion des protéines produites par les bactéries commensales ou pathogènes.
Une autre souche nommée B. bifidum S17, a été isolée des selles d’un enfant nourri au sein. Son information génétique complète est renfermée dans un chromosome de 2 186 882 pb avec un contenu moyen de G+C de 62 %. Il comporte 1 782 gènes codant des protéines, 53 gènes ARNt pour tous les acides aminés.
Le protéome contient 743 protéines du cytoplasme (64,7 %), 231 de la membrane (21,1 %), 14 de la paroi cellulaire (1,2 %), 3 protéines extracellulaires (0,3 %). Certaines protéines sont associées à l’adhésion bactérienne aux structures de l’hôte, à la colonisation et l’immunomodulation. Cinq des six protéines pilines des pili dépendants de sortase (en) ont été identifiées. Ainsi que des gènes pour la dégradation de la mucine ou des glucanes (comme les oligosaccharides du lait humain).

## Probiotique
Pour pouvoir exercer un effet bénéfique sur la santé B. bifidum, doit pouvoir atteindre le tube digestif dans une forme viable et être capable d’y persister.
Un test de tolérance d’un grand nombre de souches de bifidobactéries a été fait in vitro, en étudiant leur aptitude à survivre à une exposition à la bile, à l’acide et l’oxygène durant une durée définie. En ce qui concerne les souches de B. bifidum, la tolérance moyenne à la bile après 5 h est de 20 % (de cellules viables par rapport au contrôle), la tolérance à l’acide et la pepsine (simulant le stress gastrique) est de 9 % après 30 min et de 0 % après 60 min, la tolérance à l’oxygène (air ambiant) est de 91 % après 48 h.
Plusieurs souches de B. bifidum ont une bonne capacité d’adhésion aux cellules épithéliales de l’intestin. Pour étudier cette capacité, les cellules Caco-2 d’une lignée cellulaire humaines furent exposées aux B. bifidum PRL2010. La mesure de sa capacité d’adhésion a donné une valeur bien plus grande que celle des autres bifidobactéries (comme celle de B. animalis subsp. lactis). De plus, les bifidobactéries PRL2010 ont montré une aptitude à inhiber l’adhésion des pathogènes aux cellules épithéliales intestinales comme avec Cronobacter sakazakii LGM570 et Escherichia coli LMG2092.
Les difficultés les plus notables pour utiliser B. bifidum dans une forme de probiotique commerciale réside donc dans sa grande sensibilité au stress gastrique, de la bile et de l’oxygène. Or la bifidobactérie (généralement combinée à un lait fermenté) doit survivre au stockage durant de nombreux jours puis résister à l’acidité de l’estomac et des sels biliaires. Pour passer ces obstacles, les bactéries probiotiques doivent
1. être portées par un produit contenant plus 106 cfu.g-1, de bactéries viables (cfu colony-forming unit) par gramme
2. être une espèce d’origine humaine
3. et comporter une prise hebdomadaire du produit allant de 300 à 400 g[15].

L’étude de Jayamanne et al. de dix laits fermentés aux bifidobactéries (bio-yoghurts) achetés au Royaume-Uni montre un déclin rapide du nombre de bactéries viables (cfu) durant le stockage. Neuf produits contenaient plus de 106 cfu.g-1 à l’achat (3 semaines avant la date limite de péremption) et seulement cinq sont restés au-dessus du seuil de viabilité de 106 cfu.g-1 au moment de la date limite de péremption. De plus, il a été observé qu’au bout de 7 jours de stockage à 4 °C dans du lait écrémé, toutes les souches de Bifidobacterium testées (B. bifidus inclus) ont vu leur nombre décliner significativement en dessous de 106 cfu.g-1. De surcroît, la seule bifidobactérie trouvée dans ces produits est B. animalis subsp. lactis d’origine animale (8 marques ne spécifiaient pas quelle Bifidobacterium est utilisée et les 2 autres indiquaient B. lactis et B. longum).
Les stratégies pour préserver les cellules du probiotique de l’acidité stomacale consiste alors soit à les encapsuler soit à les ajouter à les molécules de prébiotiques.
Un procédé supplémentaire consiste à «domestiquer » B. bifidum pour le rendre plus apte à supporter des processus industriels. Une fois qu’une de ses souches est extraite de l’environnement, sa sensibilité intrinsèque à l’oxygène diminue lentement et progressivement au fur-et-à-mesure des nombreuses sous-cultures faites en laboratoire. Ainsi la souche B. bifidum MIMBb75, isolée de selles humaines, tout d’abord très récalcitrante à la culture en laboratoire, a fini après des centaines de sous-cultures en atmosphère aérobique, par améliorer sa résistance oxydative. Cette souche est maintenant disponible comme probiotique pharmaceutique sous forme encapsulée, avec au moins 109 cfu durant sa période de validité.

## Études cliniques

### Infections des voies respiratoires supérieures
Une étude randomisée en double aveugle sur des étudiants stressés par les examens a montré que la prise de B. bifidum réduisait les occurrences d’infections des voies respiratoires supérieures. Les étudiants (au nombre de 581) furent aléatoirement répartis en quatre groupes de taille semblable recevant une capsule d’apparence identique de probiotique potentiel (de Bifidobacterium bifidum R0071 ou de Bifidobacterium longum ssp. infantis R003 ou de Lactobacillus helveticus R0052) ou d’un placebo, durant six semaines. Dans un questionnaire journalier, ils devaient donner une note d’évaluation sur leur rhume/grippe (nez congestionné, frémissements, maux de tête, fièvre, etc.). Les résultats furent clairs : le pourcentage de participants qui ont déclaré un épisode (de ≥ 1 j) de rhume/grippe était significativement plus petit pour ceux ayant pris B. bifidum que pour ceux ayant pris le placebo. Cet effet ne fut pas observé pour les deux autres bactéries probiotiques. La durée des épisodes infectieux était aussi plus courte pour le groupe B. bifidum.

### Système immunitaire des personnes âgées
En vieillissant, l’équilibre du microbiote intestinal change (la proportion des bifidobactéries diminue et la diversité des Bacteroides augmentent), le système immunitaire voit une réduction des lymphocytes T auxiliaires CD4+ circulants et le niveau de base des inflammations croît. Or des études ont montré que les deux groupes de bactéries, Bifidobacterium et Lactobacillus, qui déclinent avec l’âge, sont aussi associées au maintien de la bonne santé de système intestinal lors d'intervention diététique ou thérapeutique.
Une étude en double aveugle contre placebo portant sur 32 personnes entre 65 et 80 ans, a testé l’effet sur le système immunitaire de la prise d’une association de Lactobacillus gasseri, Bifidobacterium bifidum et Bifidobacterium longum. Avec la prise des probiotiques, le pourcentage de lymphocytes circulants CD4+ fut maintenu durant toute la durée de l’essai, alors qu’il décrut avec le placebo. Une augmentation de la production ex vivo des cytokines IL-5 et IL-10 avec les probiotiques, suggère que les lymphocytes T auxiliaires 2 ont été maintenus. Un déplacement de la production de cytokines produites par T auxiliaires 2 et en particulier d’IL-10 (qui inhibe la production de certaines cytokines), représente un profil inflammatoire plus bas.

### Diarrhées, troubles fonctionnels gastrointestinaux
Les bénéfices de B. bifidum (associée à des streptocoques ou des lactobacilles) ont été aussi établis par des études cliniques en double aveugle dans les diarrhées à rotavirus ou les diarrhées associées aux radiothérapies du cancer du col de l’utérus. La prise de la formule de probiotiques réduit l’incidence des diarrhées aigües et la perte de rotavirus (pour les enfants) dans le premier cas et des diarrhées induites par les radiations et apporte un bénéfice à la consistance des selles dans le second.
Les troubles fonctionnels gastrointestinaux TFG (ou syndrome de l'intestin irritable) sont définis par des douleurs et des ballonnements abdominaux (dyspepsies fonctionnelles) et des troubles du transit intestinal, lorsqu’un bilan exhaustif n’a trouvé aucune cause objective. Une étude japonaise menée auprès de 37 patients souffrant de troubles TFG chercha à voir si la consommation de lait fermenté contenant B. bifidum YIT 10347 pouvait améliorer les symptômes. La souche de B. bifidum YIT 10347 était préparée en culture anaérobie dans du lait à 37 °C pendant 24 h avec Streptococcus thermophilus. Les patients ont pris journellement 100 ml du probiotique contenant au moins 107 cfu.ml−1 durant 4 semaines. Des examens médicaux furent pratiqués pour évaluer les symptômes au début (D), après les 4 semaines de consommation (FC) et 4 semaines après la fin du traitement (FT). Les douleurs abdominales et les syndromes de diarrhées et de constipation furent significativement plus faibles après la consommation (FC) et 4 semaines plus tard (FT) qu’au début (D). Le profil des humeurs s’est aussi amélioré. La concentration salivaire du cortisol, marqueur de stress, diminua significativement en FC mais retourna à la valeur du début D en FT. Même chose pour le marqueur urinaire de stress oxydatif (8-hydroxy-2’-deoxyguanosine) qui diminue en FC puis réaugmente un peu.
Il a été montré par ailleurs que B. bifidum inhibait l’activité de Helicobacter pylori, contribuait à prévenir les dommages à la muqueuse gastrique et apportait un mieux aux symptômes de malaise gastrique chez les patients porteurs de H. pylori. Les cellules de B. bifidum adhèrent bien aux cellules de l’estomac et accélèrent la production de mucine, un facteur gastroprotecteur,.